# Стрела (футбольный клуб, Свердловск)
«Стрела» — советский футбольный клуб из Свердловска. Основан не позднее 1966 года.
В 1966 году участвовала в первенстве СССР, классе «Б», являвшеся тогда третьим уровнем системы лиг. По итогам зонального турнира (в 5-й зоне РСФСР) заняла 1-е место, после чего приняла участие в финальном этапе. В IV полуфинальной группе РСФСР среди трёх команд заняла 3-е место.